# Meister mit dem ornamentierten Hintergrund
Als Meister mit dem ornamentierten Hintergrund wird ein Möbelschreiner und Intarsien-Künstler bezeichnet, der in der späteren Hälfte des 17. Jahrhunderts in der Gegend um Eger tätig war. Ihm werden eine Reihe  von Reliefintarsienmöbeln zugeordnet. Diese sind  alle mit Einlegearbeiten verziert, die mit verschiedenfarbigen, im Relief geschnitzten Obsthölzern, Elfenbein und Ebenholz beispielsweise Szenen mit Reitern oder auch mehrfach die Parabel des verlorenen Sohnes darstellen und die als typisches stilistisches Merkmal einen ornamentierten Hintergrund haben, beispielsweise Akanthusranken. Werke des Meisters finden sich in Privatbesitz und auch in Museen wie dem Museum für Kunsthandwerk in Frankfurt und dem Kunstgewerbemuseum Berlin.